# Cartografía multimedia de aprendizaje
La cartografía multimedia de aprendizaje  se define como la cartografía con la que se hace un uso de elementos que poseemos a través de la tecnología. Dicha cartografía consiste en la construcción de un mapa interactivo con el fin de facilitar a los alumnos la adquisición de información o ampliarla  en relación con los contenidos de una asignatura o tema, de una manera visual y organizada. La información puede ser representada en forma de texto, fotos, vídeos o imágenes, creadas por los docentes y/o por los alumnos. Los mapas virtuales están experimentando un gran auge debido al uso de las nuevas tecnologías en el ámbito educativo y a su accesibilidad y fácil manejo.
La cartografía multimedia del aprendizaje ofrece un nuevo punto de vista a la asignatura y al contenido que se esté viendo en ese momento. Este proceso se realiza mientras el alumno se divierte (ludificación) y, al mismo tiempo, aprende.
Algunas de las páginas que se pueden usar para crear estos recursos son Prezi, Canva o Genially, entre otras.

## Historia
En 1965, Ted Nelson introduce el término de hipertexto. Este es un texto que permite a los lectores elegir y desplazarse dentro de las publicaciones mediante su propio criterio, es decir, no es algo lineal. Por otro lado, también aparece la hipermedia, que es una extensión del hipertexto mediante el uso de la multimedia. Este concepto es el que da nacimiento a la cartografía multimedia como una unión de mapas con elementos media como texto, imagen fotos, video, etc. La cartografía multimedia, que surge en la segunda mitad de los años 80 como una representación secuencial de imágenes, a modo de diapositivas acompañada de sonido, actualmente hace referencia a la combinación de vínculos interactivos, es decir, a una multimedia interactiva.

## Características
La cartografía multimedia de aprendizaje permite incrementar los canales de información de los que dispone la persona que hace uso de ella a través de recursos como narraciones, vídeos, audios, entre otros.  Se trata de una herramienta accesible, económica, fácil y rápida de usar, y permite al usuario aumentar su campo de conocimiento, así como fomenta la duración en el tiempo de relatos históricos en el aprendizaje, pudiendo ser, de este modo, conocidos por futuras generaciones. La cartografía multimedia se puede representar en forma de cartografía dinámica, cartografía 3D o cartografía sonora, entre otras.

## Cartografía dinámica
En la cartografía dinámica se reconocen dos tipos de mapas: los animados y los interactivos. Hay un bajo nivel de interacción en los mapas animados; en una secuencia de animación, la persona registrada tiene la opción de comenzar y parar la animación. Por su parte, el mapa interactivo, gracias a que el usuario posee punteros en la vista del mapa, permite pausar o elegir una ruta o velocidad de desplazamiento.
El nivel de participación de la cartografía dinámica interactiva es mayor y su primera etapa se centra en la personalización del mapa según las preferencias de los usuarios (ampliación-zoom, selección y consultas).